# White Shoulders (film, 1931)

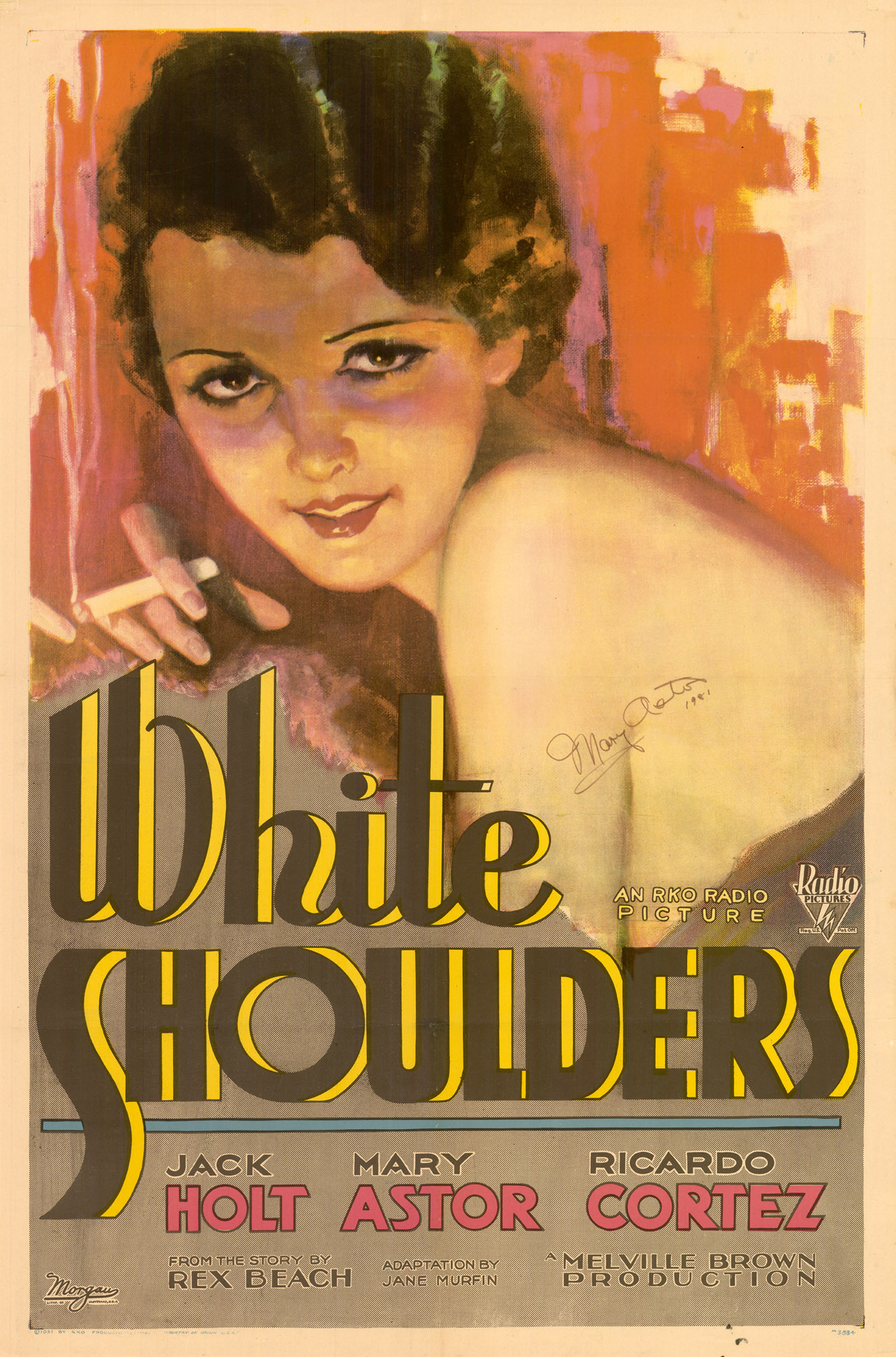
Affiche du film.

Pour l’article homonyme, voir White Shoulders.
White Shoulders est un film américain réalisé par Melville W. Brown, sorti en 1931.

## Fiche technique
- Réalisation : Melville W. Brown
- Scénario : Jane Murfin,  J. Walter Ruben d'après l'histoire Recoil de Rex Beach parue en 1922 dans Cosmopolitan[1].
- Producteurs :  William LeBaron, Henry Hobart (en) (producteur associé)
- Photographie : Jack MacKenzie
- Pays de production :  États-Unis
- Distributeur : Radio Pictures (RKO Pictures)
- Durée : 80 minutes
- Date de sortie : 6 juin 1931

## Distribution
- Mary Astor : Norma Selbee
- Jack Holt : Gordon Kent

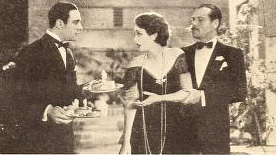
Jack Holt, Mary Astor et Ricardo Cortez dans une scène du film.

- Ricardo Cortez : Lawrence Marchmont
- Sidney Toler : William Sothern
- Kitty Kelly : Maria Fontaine
- Robert Keith : Jim Selbee
- Nicholas Soussanin : domestique